# Boltaña
Boltaña è un comune spagnolo di 814 abitanti situato nella comunità autonoma dell'Aragona.
Fa parte della comarca del Sobrarbe, della quale è il capoluogo assieme a Aínsa-Sobrarbe.

## Amministrazione

### Gemellaggi
Il comune di Boltaña è gemmellato con:
- Saint-Lary-Soulan